# Electron Space
Electron Space er en dansk eksperimentalfilm fra 1973, der er instrueret af Ron Nameth.

## Handling
Det første forsøg på at overføre elektronisk feedback på film-emulsion i farver. Forsøgene udgik fra et videolaboratorium på Danmarks Radio hvor Ron Nameth arbejdede sammen med brødrene Krarup.